# Třída Pacific
Třída Pacific (jinak též třída Pacific Forum či třída ASI-315) je třída hlídkových člunů postavených Austrálií na podporu malých pacifických států, kterým byly čluny darovány. Celkem bylo postaveno 22 jednotek této třídy. Zahraničními uživateli třídy se staly Cookovy ostrovy, Samoa, Šalomounovy ostrovy, Vanuatu, Australské námořnictvo, Papua Nová Guinea, Mikronésie, Palau, Marshallovy ostrovy, Hongkong, Fidži, Tonga, Kiribati a Tuvalu.

## Pozadí vzniku
Celkem bylo v letech 1986–1998 postaveno 22 člunů této třídy. Třídu postavila australská loděnice Australian Shipbuilding Industries (později Transfield ASI Pty. Ltd., nyní Tenix Shipbuilding).
Jednotky třídy Pacific:
| Jméno                        | Uživatel            | Vstup do služby    | Status                                                                               |
| ---------------------------- | ------------------- | ------------------ | ------------------------------------------------------------------------------------ |
| Rabaul (01)                  | Papua Nová Guinea   | 13. května 1987    | Původní název jako Tarangau, vyřazena 3. srpna 2018.                                 |
| Dreger (02)                  | Papua Nová Guinea   | 29. října 1987     | Vyřazena 18. dubna 2021.                                                             |
| Seeadler (03)                | Papua Nová Guinea   | 28. října 1988     | Vyřazena 18. dubna 2021.                                                             |
| Moresby (04)                 | Papua Nová Guinea   | 1. července 1989   | Původní název jako Basilisk, vyřazena 18. dubna 2021.                                |
| Tukoro (02)                  | Vanuatu             | 13. června 1987    | Vyřazen červen 2021.                                                                 |
| Nafanua (04)                 | Samoa               | 19. března 1988    | Vyřazena 13. června 2019.                                                            |
| Lata (03)                    | Šalomounovy ostrovy | červenec 1988      | Vyřazena 11. září 2019.                                                              |
| Auki (04)                    | Šalomounovy ostrovy | 4. listopadu 1991  | Vyřazena 4. března 2021.                                                             |
| Te Kukupa (504)              | Cookovy ostrovy     | 1. září 1989       | Vyřazena 25. února 2022.                                                             |
| Neiafu (201)                 | Tonga               | 30. října 1989     | Vyřazena 14. září 2020.                                                              |
| Pangai (202)                 | Tonga               | 30. června 1990    | Vyřazena 23. dubna 2020.                                                             |
| Savea (203)                  | Tonga               | 23. března 1991    | Vyřazen duben 2019.                                                                  |
| Palikir (01)                 | Mikronésie          | 28. dubna 1990     | Vyřazena 15. června 2022.                                                            |
| Micronesia (02)              | Mikronésie          | 3. ledna 1990      | Vyřazena 12. ledna 2022.                                                             |
| Independence (03)            | Mikronésie          | 22. května 1997    | Vyřazena 12. ledna 2022.                                                             |
| Lomor (03)                   | Marshallovy ostrovy | 29. června 1991    | Aktivní.                                                                             |
| Protector (51)               | Hongkong            | 18. října 1992     | Aktivní.                                                                             |
| Guardian (52)                | Hongkong            | 18. ledna 1993     | Aktivní.                                                                             |
| Defender (53)                | Hongkong            | 4. března 1993     | Aktivní.                                                                             |
| Preserver (54)               | Hongkong            | 7. dubna 1993      | Aktivní.                                                                             |
| Rescuer (55)                 | Hongkong            | 17. května 1993    | Aktivní.                                                                             |
| Detector (56)                | Hongkong            | 23. června 1993    | Aktivní.                                                                             |
| Kula (201)                   | Fidži               | 28. května 1994    | Vyřazena 22. prosince 2019.                                                          |
| Kikau (202)                  | Fidži               | 27. května 1995    | Vyřazena 20. prosince 2023.                                                          |
| Kiro (203)                   | Fidži               | 14. října 1995     | Opuštěná po těžkém poškození poblíž ostrova Viti Levu během bouře 14. července 2016. |
| Teanoai (301)                | Kiribati            | 22. ledna 1994     | Vyřazena 5. května 2021.                                                             |
| Te Mataeli (801)             | Tuvalu              | 8. října 1994      | Vyřazena 31. ledna 2019.                                                             |
| President H.I. Remelik (001) | Palau               | 25. července 1996  | Vyřazena 13. března 2020.                                                            |
| Seahorse Mercator            | Austrálie           | 26. listopadu 1998 | Aktivní.                                                                             |

## Konstrukce

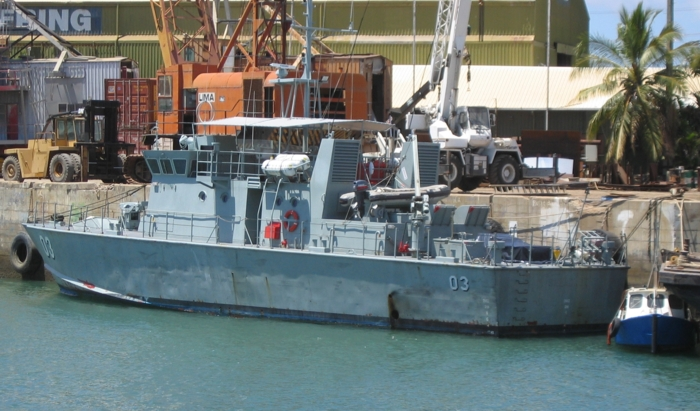
Seedler

Čluny jsou vyzbrojeny třemi 12,7mm kulomety. Pohonný systém tvoří dva diesely Caterpillar 3516 o celkovém výkonu 2820 bhp, pohánějící dva lodní šrouby. Nejvyšší rychlost je 21 uzlů. Dosah je 2500 námořních mil při rychlosti 12 uzlů.